# L'incredibile astronauta incontra il mostro spaziale
L'incredibile astronauta incontra il mostro spaziale (Frankenstein Meets the Space Monster) è un film horror fantascientifico del 1965 di Robert Gaffney inedito in Italia.
È stata citata come una delle peggiori pellicole mai realizzate.
Malgrado il titolo originale Frankenstein Meets the Space Monster, nel film non fanno alcuna apparizione né il dottor Frankenstein né il mostro di Frankenstein, né vi è alcun riferimento al Frankenstein di Mary Shelley; il nome fu inserito solo a scopo promozionale per cercare di attirare l'attenzione del pubblico e nella trama è presente solo come labile riferimento.

## Trama
Tutte le donne del pianeta Marte sono morte in una guerra atomica, fatta eccezione per la principessa marziana Marcuzan.
La principessa e il suo braccio destro dottor Nadir decidono di recarsi sulla Terra per rapire tutte le donne del pianeta, al fine di permettere la sopravvivenza della stirpe marziana. I marziani abbattono una capsula spaziale comandata dal colonnello androide Frank Saunders, provocandone lo schianto a Porto Rico. Il cervello elettronico di Frank e la metà sinistra del suo volto vengono danneggiati dopo avere incontrato un marziano dal grilletto facile e la sua pistola a raggi. Frank, ora "Frankenstein", descritto dal suo creatore come un "astro-robot senza un sistema di controllo" inizia a terrorizzare l'isola. Una sottotrama riguarda i marziani che rapiscono donne in bikini.

## Produzione
Il film fu girato in Florida e Porto Rico nel 1964.

## Distribuzione
Il film fu distribuito il 22 settembre 1965.
In origine la pellicola fu distribuita negli Stati Uniti in accoppiata con il film horror Curse of Simba (noto anche come Curse of the Voodoo), che fu tagliato di parecchi minuti.
Il film è anche noto coi titoli Frankenstein Meets the Space Men, Mars Attacks Puerto Rico, Mars Invades Puerto Rico e Operation San Juan.
Distribuito dalla Futurama Entertainment Corp., fu commercializzato in DVD dalla Dark Sky Films nel 2006.

## Promozione
Fantafilm scrive che "l'uscita del film fu accompagnata dalla pubblicità di una curiosa "visiera a scudo spaziale" che veniva distribuita al pubblico dei teenager per proteggerli dal rischio di essere teletrasportati nello spazio profondo da asseriti raggi al cobalto scaturenti dallo schermo."

## Critica
Fantafilm scrive che "Frankenstein Meets the Space Monster (ovviamente, il nome di Frankenstein nel titolo è solo un pretesto commerciale) è uno di quei film che rientrano di diritto nell'immaginaria classifica delle peggiori pellicole mai realizzate [...] Dialoghi, effetti speciali e recitazione sono penosi e la storia non decolla neppure a livello di parodia, inutilmente allungata da spezzoni di documentari della NASA e da canzonette rock and roll."
Il film figura al settimo posto della classifica dei 50 film peggiori mai prodotti nel documentario in DVD del 2004 The 50 Worst Movies Ever Made.